# Мирське
Мирське́ (колишня назва — Мірау/Mirau) — село в Україні, у Кам'янській селищній громаді Пологівського району Запорізької області. Населення становить 140 осіб. До 2018 орган місцевого самоврядування - Мар'янівська сільська рада.

## Географія
Село Мирське знаходиться на відстані 1 км від села Мар'янівка та за 4 км від села Новомлинівка (Розівський район). Поруч проходить автомобільна дорога Н08. Землі села межують із територією Розівським районом Запорізької області.

## Історія
Засноване 1823 р. Назва походить від с. Мірау у Західній Пруссії, звідки приїхали засновники села — 15 сімей. 1836 до села приїхало ще 9 сімей із Вюртемберга та Західної Пруссії. За віросповіданням засновники села — лютерани та католики.
Власних культових споруд не було, лютерани мали свою парафію у Грунау та Людвігсталі, католики — у Гетланді.
Діяла школа.
Мешканців: 1859 р. — 391 особа, 1885—646, 1897—353, 1905—299, 1908—284, 1911—314, 1922—357, 2001—140.
7 (20) листопада 1917 року, відповідно до Третього Універсалу Української Центральної Ради, увійшло до складу Української Народної Республіки.
У 1925—1939 роках село входило до складу Люксембурзького німецького національного району Маріупольської округи (з 1932 — Дніпропетровської області, з 1939 — Запорізької області).
12 червня 2020 року, відповідно до розпорядження Кабінету Міністрів України № 713-р «Про визначення адміністративних центрів та затвердження територій територіальних громад Запорізької області», увійшло до складу Більмацької селищної громади.
19 липня 2020 року, в результаті адміністративно-територіальної реформи та ліквідації  Більмацького району увійшло до складу Пологівського району.